# Конац комедије
Конац комедије је југословенски ТВ филм из 1986. године, први пут приказан 3. новембра  2006. године.. Режирао га је Предраг Синђелић који је написао и сценарио по делу Иве Андрића.

## Улоге
| Глумац             | Улога           |
| ------------------ | --------------- |
| Елизабета Ђоревска | Ванда Витковска |
| Миљенко Брлечић    | Станковић       |